# Panulirus longipes
Panulirus longipes, tôm rồng chân dài, là một loài tôm rồng sinh sống ở các đá ngầm san hô và đá nông ở khu vực nhiệt đới và cận nhiệt đới Ấn Độ Dương-Thái Bình Dương. Liên minh Bảo tồn Thiên nhiên Quốc tế đánh giá tình trạng bảo tồn loài này là "ít quan tâm".

## Miêu tả
Panulirus longipes phát triển đến chiều dài tối đa khoảng 30 cm, nhưng một kích thước thông thường là 20–25 cm với chiều dài mai của lên đến 10 cm. Màu vỏ nói chung là màu nâu sẫm hoặc nâu tối hoặc nâu hơi xanh biển và có nhiều đốm trắng tròn trên bụng và điểm khá ít trên các bộ phận khác của cơ thể. Các chân có sọc dọc nhạt màu và đôi khi một đốm trắng duy nhất gần mũi chân.

## Phân bố và môi trường sống
Panulirus longipes là loài bản địa khu vực nhiệt đới Ấn Độ Dương-Thái Bình Dương. Phạm vi phân bố kéo dài từ Madagascar và bờ biển phía đông châu Phi tới Malaysia, Nhật Bản, Đài Loan, Philippines, Indonesia, Papua New Guinea và phía bắc Australia. Loài tôm này được tìm thấy trên các rạn đá và san hô, thường ở độ sâu ít hơn khoảng 18 m (59 ft), nhưng đặc biệt là sâu 122 m (400 ft). 
Có hai phân loài; P. l. longipes được biết đến từ Đông Phi đến Thái Lan, Đài Loan, Philippines và Indonesia, trong khi P. l. bispinosus được biết đến từ Nhật Bản, Liên bang Micronesia, Papua New Guinea, Vanuatu, Fiji, Tonga, quần đảo Cook, New Caledonia và bờ biển phía đông của Australia.